# Municipio de Whitley (Arkansas)
El municipio de Whitley (en inglés: Whitley Township) es un municipio ubicado en el condado de Crawford en el estado estadounidense de Arkansas. En el año 2010 tenía una población de 1224 habitantes y una densidad poblacional de 17,39 personas por km².

## Geografía
El municipio de Whitley se encuentra ubicado en las coordenadas 35°35′16″N 94°6′46″O / 35.58778, -94.11278. Según la Oficina del Censo de los Estados Unidos, el municipio tiene una superficie total de 70.38 km², de la cual 70,09 km² corresponden a tierra firme y (0,42 %) 0,29 km² es agua.

## Demografía
Según el censo de 2010, había 1224 personas residiendo en el municipio de Whitley. La densidad de población era de 17,39 hab./km². De los 1224 habitantes, el municipio de Whitley estaba compuesto por el 94,2 % blancos, el 0,16 % eran afroamericanos, el 2,45 % eran amerindios, el 0,16 % eran asiáticos, el 0,57 % eran de otras razas y el 2,45 % eran de una mezcla de razas. Del total de la población el 1,8 % eran hispanos o latinos de cualquier raza.